# Comodoro Rivadavia (buque de 1890)
El buque Comodoro Rivadavia fue el primer buque de la Compañía Línea Nacional al Sud (que cambió de nombre a Compañía General de Navegación S.A. en 1920). Este buque fue construido en los astilleros de Reiherstieg Werft y botado el día 15 de febrero de 1890. Su destino fue la costa este de Sudamérica por parte de la Hamburg-Südamerikanische Dampfschiffahrts Gesellschaft (en español: Compañía naviera sudamericana de Hamburgo) bajo el nombre de Paraguassú. Era un buque a vapor de pasajeros y carga. 
En la Compañía Línea Nacional al Sud tenía como destino la costa Patagónica hasta Punta Arenas, haciendo el primer viaje el 15 de octubre de 1901, llegando hasta dicha ciudad. 
El día 22 de febrero de 1903, durante un viaje que realizaba entre Río Gallegos y Buenos Aires encalló en bahía del Oso Marino. Durante su último viaje transportaba lana y cueros. En el incidente se inundaron las bodegas y las salas de máquinas, aunque afortunadamente no hubo víctimas. El buque no pudo ser recuperado y fue desguazado poco a poco.